# کوله سانیتا
کوله سانیتا (به ایتالیایی: Colle Sannita) یک کومونه در ایتالیا است که در استان بنونتو واقع شده‌است.

## خصوصیات
کوله سانیتا ۳۷٫۰ کیلومترمربع مساحت و ۲٬۹۸۲ نفر جمعیت دارد و ۷۲۰ متر بالاتر از سطح دریا واقع شده‌است.